# Marthashof

Marthashof

Marthashof ist eine Privatstraße im Berliner Ortsteil Prenzlauer Berg. Die Straße beginnt im Westen an der Schwedter Straße.
Mit dem Straßennamen Marthashof wird an die historische Bezeichnung des Grundstücks erinnert. Die Kaiserswerther Diakonie gründete 1854 den Marthashof, eine evangelische Herberge und Bildungseinrichtung für junge Dienstmädchen. Der Name Martha ist hebräisch und bedeutet ‚Gebieterin‘. Im Neuen Testament führte Martha den Haushalt in Bethanien.
Nach der Zerstörung im Zweiten Weltkrieg wurde der Marthashof 1969 von der DDR enteignet und in Volkseigentum überführt. Die Firma Robotron baute Baracken für 100 Mitarbeiter. Später diente das Gelände als Kohle-, Obst- und Gemüselager. Nach der politischen Wende übernahm die Bundesanstalt für Immobilienaufgaben (BIMA) den Marthashof. Im Juli 2006 erwarb die Stofanel Investment GmbH das Grundstück und plante einen familiengerechten Wohnraum mit hohem Grünanteil. Im Gutachterverfahren ging der Entwurf der Architekten Grüntuch Ernst als Sieger hervor. Die Wohnanlage umfasst 129 Einheiten auf einer Fläche von 12.380 m² mit siebengeschossigen Kopfbauten sowie fünf- und sechsgeschossigen Bauten im hinteren Bereich. Die Gebäude sind U-förmig um einen öffentlich zugänglichen Park angeordnet, der zur Schwedter Straße geöffnet ist. Nach der Grundsteinlegung im September 2008 zogen im Juli 2010 die ersten Anwohner ein. Im Mai 2013 waren alle Wohneinheiten verkauft.
Das Projekt ist in stadtplanerischer Hinsicht umstritten: Zwar unterstützte die S.T.E.R.N. GmbH als Sanierungsbeauftragte des Landes Berlin den Neubau im Prinzip. Doch insbesondere von der Anwohnerinitiative Marthashof (AIM) in der Oderberger Straße gab es Kritik wegen mangelhafter Einbeziehung der Anliegerinteressen in den Planungsvorgang, wegen der befürchteten Gentrifizierung und wegen des Schattenwurfs auf die anliegenden Wohnungen. In zahlreichen, auch internationalen Presseberichten und Radiofeatures wurde das Bauprojekt Marthashof kritisch thematisiert: Unter anderem berichteten verschiedene Medien darüber.